# Andrew Drew

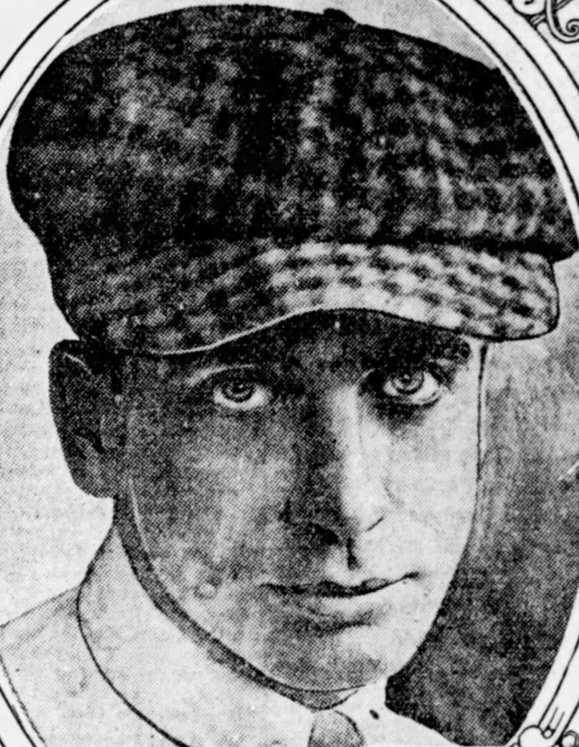
Porträt von Drew aus dem Jahr 1913

Andrew I. Drew (* Februar 1885 in Missouri; † 12. Juni 1913 in Lima, Ohio) war ein US-amerikanischer Tennisspieler.

## Biografie
Andrew Drews Vater wurde als Banker zum Millionär und gründete 1877 zusammen mit Albert Bond Lambert den Aero Club of St. Louis. Andrew Drew war Mitglied der St. Louis Amateur Athletic Association und des Missouri Athletic Club und arbeitete trotz des Reichtums der Familie für eine lokale Zeitung.
1904 nahm er an den Olympischen Sommerspielen 1904 in St. Louis am Tenniswettbewerb teil. Im Einzel kam er nach einem Freilos zum Auftakt nicht über die zweite Runde hinaus, wo er Hugh Jones mit 4:6, 1:6 unterlag. Im Doppel trat er an der Seite von Douglas Turner ebenfalls an. Sie verloren abermals in ihrem ersten Match gegen Joseph Wear und Allen West. Keine weiteren sportlichen Ergebnisse von Drew sind bekannt.
Als Befürworter des Fliegens und als Ballonfahrer war Drew ein Schüler von Orville Wright, bei dem er ab August 1911 in Dayton, Ohio das Fliegen erlernte. Später wurde er auch ein Lehrer für seinen Freund Max Lillie. Er war von Anfang bis Oktober 1912 Leiter des Cicero Fields in Chicago und eröffnete später seine eigene Flugschule in San Antonio, Texas. Von dort ging er für einige Zeit nach Mexiko, um für seine Zeitung von der Huerta Revolution zu berichten.
1913 starb er bei einem Testflug mit einem Doppeldecker, als der Gastank des Flugzeugs explodierte und er abstürzte.